# Blasticorhinus epixandus
Blasticorhinus epixandus là một loài bướm đêm trong họ Noctuidae.